# Petr Čadek
Petr Čadek (* 29. prosince 1978 Liberec) je český profesionální tanečník.
V Praze provozuje taneční studio. Taneční kariéru rozvinul díky inzerátu, na nějž ho upozornila spolužačka na základní škole.[zdroj⁠?!]
Ve druhé řadě soutěže StarDance …když hvězdy tančí vytvořil soutěžní pár s herečkou Tatianou Vilhelmovou. Ve finále skončili na druhém místě. V sedmé řadě tančil s lékařkou Kateřinou Cajthamlovou.
Jeho mladší sestrou je návrhářka šperků Andrea. Stal se vicemistrem republiky tanečních profesionálů 2006 a mistrem republiky pro rok 2007. V témže roce se probojoval mezi šestnáct nejlepších soutěžících na mistrovství světa profesionálních tanečníků.[zdroj⁠?!]
Dne 24. září 2011 se v Mělníku v kostele svatého Petra a Pavla oženil s herečkou Jitkou Čadek Čvančarovou. V lednu 2012 se jim narodila dcera Elena Emílie. Dne 15. července 2018 se rodina rozšířila o novorozeného syna Theodora Christiana.